# 鹿町町
鹿町町（しかまちちょう）は、長崎県の北部、北松浦半島西部にかつて存在した北松浦郡の町。1958年までは鹿町町の表記で「ししまちちょう」と称していた。正保国絵図や平戸藩の古地図には江戸中期まで「鹿待村（ししまちむら）」と記されている。
2010年（平成22年）3月31日、江迎町とともに佐世保市へ編入合併し自治体として消滅した。
ここでは、現在の佐世保市の一地域としての鹿町（しかまち）についても記述する。

## 地理
長崎県本土地域の最北部、北松浦半島の北西部を町域とし、佐世保市市街地から北西へ約20kmの場所に位置する。町域南西部から北部にかけて海に面する。沖合いには九十九島と呼ばれる多数の島が点在する場所がある。北部は半島に切り込んだ湾（江迎湾）に接している。
- 島：島頭島、瀬尻島、大タゴ島、小タゴ島、八木島、九頭島、出網代島、丑ヶ島、ボウ島、少地島、小蛭子島、大蛭子島、下蛭子島、大島、藤葛根島、一盃ヶ島、上キナギ島、中キナギ島、下キナギ島、半道島、金九郎島、人頭島、上忠六島、下忠六島、水小島、赤島、小赤島、戌島、与力島、麦島、イナイ島

### 隣接市町村
2010年（平成22年）3月時点
- 佐世保市 — 小佐々町（佐世保市の飛地）
- 北松浦郡
  - 江迎町
  - 佐々町

## 地域

### 地名
鹿町町は1889年（明治22年）の町村制施行時に1村単独（当時は鹿町村）で自治体として発足した為、大字は無し。
2010年（平成22年）佐世保市編入時に地名末尾の「免」の文字、及び小字を廃し、旧来の免の名称に「鹿町町」を冠した町名に変更された。
（例：北松浦郡鹿町町下歌ヶ浦免 → 佐世保市鹿町町下歌ヶ浦）
| 町名設置前 （北松浦郡鹿町町） | 読み           | 町名設置後（佐世保市） | 町名設置後（佐世保市）                           |
| 免                            | 読み           | 町名                   | 行政区                                           |
| ----------------------------- | -------------- | ---------------------- | ------------------------------------------------ |
| 大屋免                        | おおや         | 鹿町町大屋             | 大屋                                             |
| 上歌ヶ浦免                    | かみうたがうら | 鹿町町上歌ヶ浦         | 加勢(一部)、木場                                 |
| 九十九島免                    | くじゅうくしま | 鹿町町九十九島         | (無住)                                           |
| 口ノ里免                      | くちのさと     | 鹿町町口ノ里           | 口ノ里                                           |
| 鹿町免                        | しかまち       | 鹿町町鹿町             | 北鹿町(一部)、南鹿町、船ノ村(一部)               |
| 下歌ヶ浦免                    | しもうたがうら | 鹿町町下歌ヶ浦         | 歌ヶ浦、加勢(一部)、大加勢、長串(一部)、曽辺ヶ崎 |
| 土肥ノ浦免                    | どいのうら     | 鹿町町土肥ノ浦         | 御堂(一部)、北鹿町(一部)、山手浦                 |
| 中野免                        | なかの         | 鹿町町中野             | 船ノ村(一部)                                     |
| 長串免                        | なぐし         | 鹿町町長串             | 長串(一部)、褥崎、平原                           |
| 深江免                        | ふかえ         | 鹿町町深江             | 深江(一部)、御堂(一部)、北鹿町(一部)             |
| 深江潟免                      | ふかえがた     | 鹿町町深江潟           | 深江(一部)                                       |
| 船ノ村免                      | ふねのむら     | 鹿町町船ノ村           | 船ノ村(一部)                                     |
| 新深江免                      | しんふかえ     | 鹿町町新深江           | 深江(一部)                                       |

1. ↑  1932年（昭和7年）、深江免・深江潟免のそれぞれ一部より分立。

## 歴史

### 近現代
- 1889年（明治22年）4月1日 - 町村制施行により、鹿町村が単独村制施行して北松浦郡鹿町村（ししまちむら）が発足。
- 1905年（明治28年）8月14日 - 村役場を鹿町免から下歌ヶ浦免に移転。
- 1947年（昭和22年）10月1日 - 鹿町村が町制施行。鹿町町（ししまちちょう）となる。
- 1958年（昭和33年）10月1日 - 鹿町町（しかまちちょう）に改称[1]。
- 2010年（平成22年）3月31日 - 江迎町とともに佐世保市へ編入合併し、自治体として消滅。
  - 鹿町町役場は「佐世保市役所鹿町行政センター」となる。
- 2012年（平成24年）8月1日 - 佐世保市役所鹿町行政センターが「佐世保市役所鹿町支所」に改称。

## 行政

### 町長
- 吉村徳治（1947年4月9日 - 1955年4月24日） ※1947年9月30日までは村長
- 前田豊司（1955年5月1日 - 1963年4月29日）
- 大浦久雄（1963年4月30日 - 1968年9月20日辞職）
- 川尻幸介（1968年10月6日 - 1984年10月5日）
- 松本廣治（1984年10月6日 - 1992年10月5日）
- 小村省二（1992年10月6日 - 2001年6月20日辞職）
- 宮田安猶（2001年7月29日 - 2010年3月30日）

## 教育

### 高等学校
- 長崎県立鹿町工業高等学校

### 中学校
町立
- 鹿町中学校

### 小学校
町立
- 鹿町小学校
- 歌浦小学校

## 産業
北松浦半島では半島内の各地域で石炭を産出し、北松炭田として栄えた。そのためかつては町内にも数ヶ所の炭鉱があったが、1960年代にすべて閉山した。
現在は漁業と農業が中心である。

## 姉妹都市
- 北海道河東郡鹿追町

## 福祉・医療

### 福祉

#### 保育所
私立
- 深江保育所（かつては公立であったが現在は認定こども園「御堂青い実幼児園」となった）
- 加勢保育所（かつては公立であったが現在は認定こども園「歌ヶ浦青い実幼児園」となった）
- しとね保育所（2016年3月31日閉園）

#### 医療機関
医院
- しかまち心療内科、川野医院（2024年2月閉院）

歯科医院
- 棚橋歯科医院、鹿町歯科診療所（2023年3月31日閉園）

#### 介護保険・老人福祉
サービス事業所（医療系みなし指定除く）
- つつじの郷（老健）、かしの木（ケアハウス）、しかまち（養護老人ホーム）、鹿町町社会福祉協議会、GHうたし、GH九十九の里、GH輝、鹿町町地域包括支援センター（佐世保市との合併に伴い廃止）

介護保険料
- 月額4,760円（第四期当時）

## 交通
- 最寄りの空港は長崎空港。
- 最寄りのインターチェンジは西九州自動車道の佐々IC。

### 鉄道路線
- 松浦鉄道西九州線
  - 江迎鹿町駅

### バス路線
- 西肥自動車
  - 佐世保市 - 佐々町 - 佐世保市（旧小佐々町） - 鹿町町 - 江迎町
  - 平戸市 - 江迎町 - 鹿町町

### 道路

#### 県道
主要地方道
- 長崎県道18号佐々鹿町江迎線

その他の県道
- 長崎県道139号佐世保鹿町線

## 郵便
- 鹿町郵便局
- 大加勢簡易郵便局
- 大屋簡易郵便局
- 神林簡易郵便局
- 船石簡易郵便局
- 御堂簡易郵便局

## 観光・催事・スポーツ

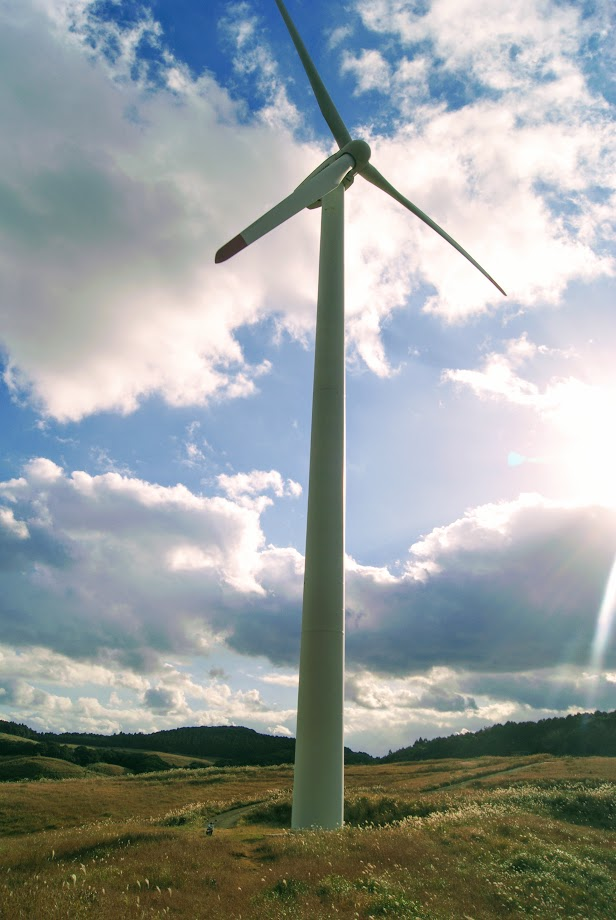
鹿町町にある長崎鹿町ウィンドファームの風車。

### 温泉
- 鹿町温泉（町営「やすらぎ館」）
  - 泉源は県立鹿町工業高校の敷地内で湧出。ナトリウム炭酸水素塩泉（美人の湯）で肌に優しい泉質。

### 観光スポット
- 九十九島
- 長串山公園
- 長崎鹿町ウィンドファーム（風力発電所15基）
- ジャンボフィッシング村
- 船の村のスダジイ（外部リンク参照）

### 史跡・旧跡
- 大野台支石墓群（国の史跡）
- 船ノ村の鎌倉神社社叢（外部リンク参照）

### 神社・寺院・教会
神社
- 加勢･鎌倉神社（例祭：毎年10月26日）
- 船ノ村・鎌倉神社（例祭：毎年10月30日。町指定無形文化財：かずら舞。市指定天然記念物の社叢[4]）
- 中野・鎌倉神社（例祭：毎年10月30日）
- 鹿町・鎌倉神社（例祭：毎年11月3日）
- 口ノ里・鎌倉神社（例祭：毎年11月8日）
- 金比羅神社　深江、鹿町、船ノ村、歌ヶ浦、加勢（各例祭：毎年4月10日と9月10日）
- 藤護神社（1592年創建。例祭：毎年11月5日）
- 宮地嶽神社（例祭：毎年4月。明治時代創建）
- 長串・青島宮（例祭：毎年4月13日）
- 北鹿町・青島宮（淡島神社）
- 御堂大山神社（例祭：毎年10月11日）
- 熊野大山神社（例祭：毎年10月12日）
- 羽黒神社（例祭：毎年10月13日）
- 白岳神社（例祭：毎年10月14日）
- 恵比寿神社（例祭：毎年10月第3日曜日）
- 姫神社（例祭：毎年11月6日）
- 九嶋神社（例祭：毎年11月10日）

仏教系寺院
- 潮音院（真言宗）
- 大乗寺（浄土真宗）
- 大光寺（日蓮宗）
- 円徳寺（日蓮宗）
- 浄念寺布教所（浄土宗）
- 中山真悟正宗鹿町教会

カトリック教会
- 褥崎教会（町指定無形文化財：あやたけ踊り）
- 大加勢教会

### 催事
- もぐらうち（口ノ里地区、毎年1月14日）
- 長串山つつじまつり（毎年4月中旬）
- 鹿町観光夏まつり（毎年8月16日）
- 鹿町町パールマラソン（毎年12月第1日曜日）

### スポーツチーム
- 日鉄北松硬式野球部（社会人野球） - 日鉄鉱業北松鉱業所で活動していた。

## 鹿町町出身の著名人
- 前川清（歌手） - 生後1年余りの期間を下歌ヶ浦免大加勢で過ごす[5]。

## その他

### 鹿町町を舞台とした作品
- 空の大怪獣ラドン（1956年東宝）のロケ地（東宝三大怪獣：ラドン、ゴジラ、モスラ）